# Sparatoria di Bruxelles del 2023
La sparatoria di Bruxelles del 2023 è un attentato avvenuto il 16 ottobre 2023 in Belgio che ha provocato tre morti e un ferito. L'attentatore, Abdessalem Lassoued, era un tunisino di 45 anni che viveva illegalmente in Belgio, e che all'altezza di Boulevard Sainctlette ha aperto il fuoco contro alcuni tifosi di calcio svedesi che si stavano recando ad assistere a una partita allo Stadio Re Baldovino.
Poco dopo fu pubblicato sui social un video dove Lassoued ha confermato la responsabilità dell'attentato. La mattina dopo, Lassoued è stato ucciso dalla polizia belga a Schaerbeek. Il livello di minacce terroristiche per Bruxelles si è alzato da 2 a 3.
Quattro giorni dopo l'attentato, il ministro della giustizia belga Vincent Van Quickenborne si è dimesso dopo che è emerso che una richiesta di estradizione per Lassoued dalla Tunisia nell'agosto 2022 non era seguita dai magistrati belgi.
L'attentato è stato anche il quinto attentato terroristico islamico in Belgio.

## Attentato

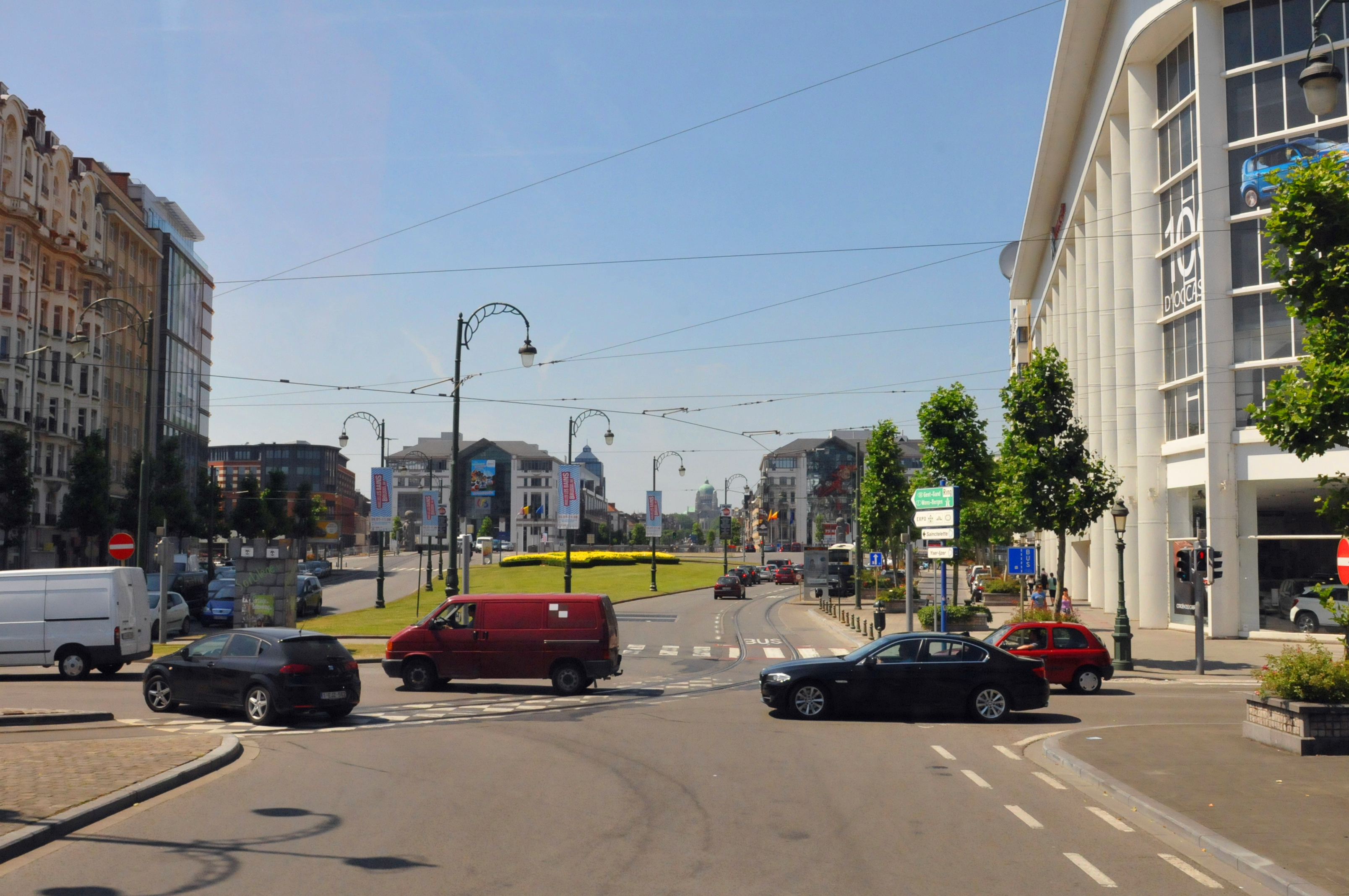
Piazza Sainctlette, dove ha preso luogo l'attentato.

Alle 19:15 del 16 ottobre 2023, Lassoued ha aperto il fuoco contro dei tifosi di calcio svedesi in un taxi all'incrocio tra Piazza Sainctlette, a Bruxelles. I tifosi stavano per andare allo Stadio Re Baldovino, dove ci sono state tra il Belgio e la Svezia le qualificazioni della UEFA Euro 2024. Una vittima è stato colpita mentre era a bordo di un taxi, mentre l'altra vittima è stato colpita mentre correva nell'atrio di un edificio. Un terzo tifoso svedese è stato colpito a sua volta rimanendo gravemente ferito. Secondo la polizia, l'attentatore urlava "Allah akbar" durante l'attentato. L'attentatore è scappato su una moto.
La partita è iniziata alle 20:45. I giocatori svedesi hanno detto che non volevano giocare il secondo tempo della partita. I 35.000 spettatori sono stati trattenuti nello stadio prima di essere evacuati un po' prima di mezzanotte, e i tifosi svedesi erano gli ultimi a lasciare la partita. I tifosi svedesi si sono tolti ogni indumento che li potesse identificare come tifosi per evitare di essere identificati come svedesi. Il ministero degli Affari Esteri svedese ha consigliato agli svedesi a Bruxelles di essere vigilanti.
Dopo l'attentato un video di un uomo che parla arabo e che conferma la responsabilità dell'attentato ha iniziato a circolare sui social. L'uomo ha detto di essersi ispirato dall'ISIS. Un portavoce per l'ufficio del pubblico ministero belga ha detto che l'indagine era concentrata su una motivazione terroristica, essendo presi di mira cittadini svedesi, forse a causa dei roghi del Corano in Svezia.

## Vittime

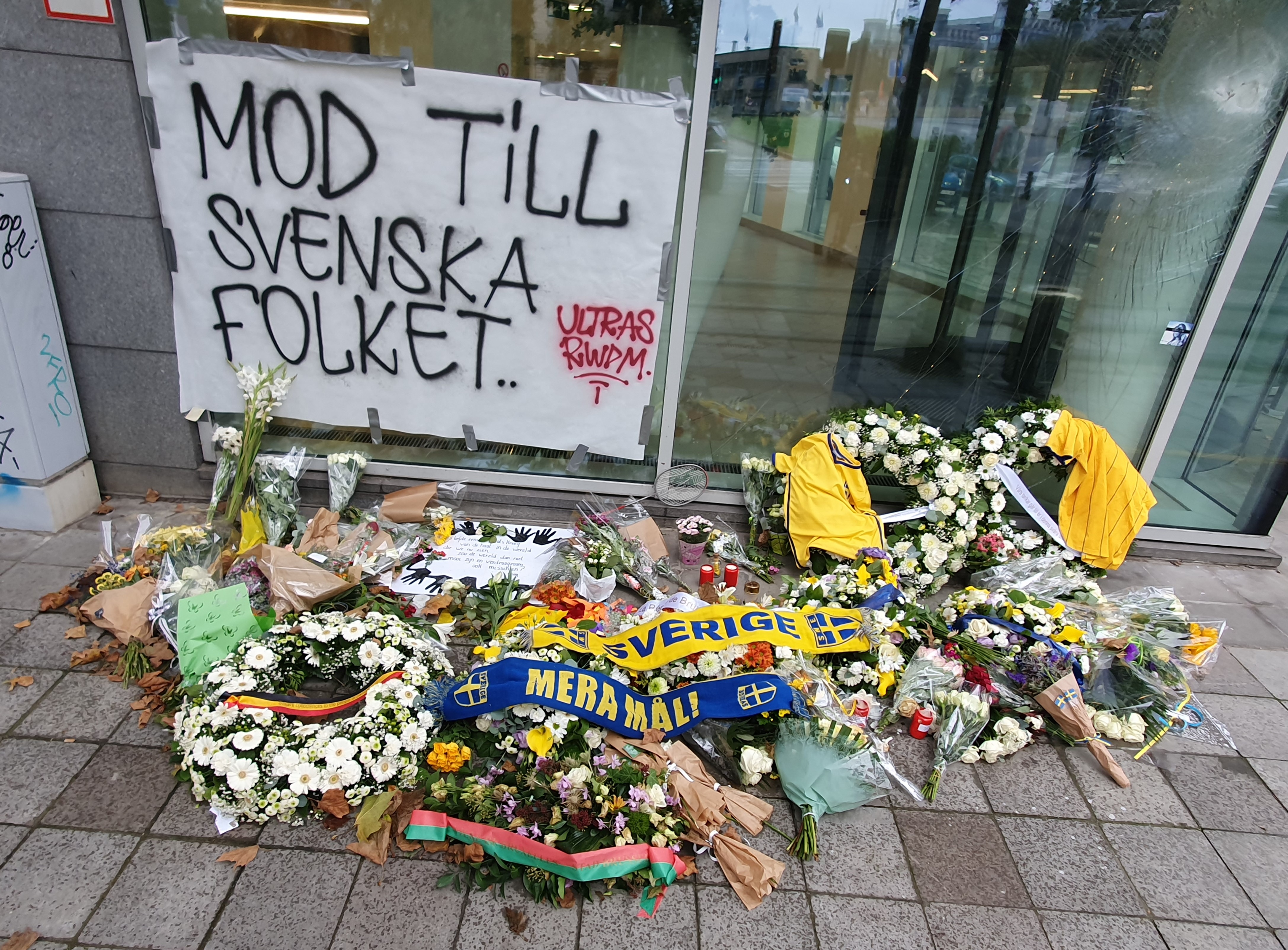
Il memoriale dell'attentato

Le tre vittime erano tutti tifosi svedesi che hanno viaggiato in Belgio per vedere giocare la loro squadra alle qualificazioni della UEFA del 2024. I due uomini che sono morti erano Patrick Lundström che viveva in Svizzera, e Kent Persson che viveva a Stoccolma. La vittima ferita era un uomo sulla settantina.

## Attentatore
L'attentatore era Abdessalem Lassoued, (1º settembre 1978 - 17 ottobre 2023) che è stato accusato di crimini, incluso il tentato omicidio.  È evaso dal carcere nel 2011 ed è arrivato a Lampedusa nel 2011 sbarcando. Il decennio dopo il suo arrivo in Europa, ha chiesto asilo in Belgio, Italia, Norvegia e Svezia, e tutte le sue richieste sono state respinte. Ha anche vissuto con una falsa identità in Svezia. Era ricercato in Belgio per traffico di droga. La sua richiesta è stata respinta nel 2020 ed è rimasto illegalmente in Belgio, nonostante una richiesta dalla Tunisia per la estradizione. Era noto alle autorità belghe per estremismo e un avviso nel 2016 ha confermato che l'uomo era radicalizzato. Ha poi minacciato un uomo ad un centro di asilo. Lassoued è stato dopo interrogato dalle autorità belga il 17 ottobre.

### Morte
La polizia ha rintracciato Lassoued presso la sua abitazione a Schaerbeek basandosi sui dati di registrazione della suo moto. Quella sera i due agenti lo hanno visto seduto in un parco di fronte al suo appartamento, ma non lo hanno catturato. La mattina seguente, la polizia ha detto che Lassoued era in un bar vicino al suo luogo di residenza. Durante l'arresto, la polizia gli ha sparato, uccidendolo. La morte è stata confermata dal ministero interno belga Annelies Verlinden. L'arma usata nell'attentato (un AR-15) è stata trovata in suo possesso. Dopo la sua morte, il livello di minacca terroristica per Bruxelles è stata ridotta a 3, per il resto del Belgio.
Dopo la sua morte, il pubblico ministero belga ha detto che Lassoued pensava di comportarsi come un lupo solitario piuttosto di un membro di un'organizzazione terroristica.

## Rivendicazione
Nella sera del 17 ottobre, lo Stato Islamico ha confermato responsabilità per l'attentato tramite la loro agenzia stampa Amaq.

## Reazioni
Il primo ministro svedese Ulf Kristersson ha rivolto i suoi pensieri rivolti alle famiglie delle vittime e della persona ferita. Ha accettato un invito con il primo ministro belga Alexander De Coo per partecipare ad una commemorazione per le vittime il 18 ottobre. Il ministero della giustizia svedese Gunnar Strömmer ha chiamato l'attentato una "notizia terribile". Re Carlo XVI Gustavo ha detto che lui e la sua famiglia stavano pensando delle vittime e dei loro parenti.
Il primo ministro belga Alexander De Croo ha mandato le sue condoglianze al primo ministro svedese, e ha detto: "I nostri pensieri vanno alle famiglie e agli amici che hanno perso i loro cari. In quanto partner stretti, la lotta contro il terrorismo è una lotta comune."
Il primo minsitro danese Mette Frederiksen ha mandato le sue condoglianze la sera dell'attentato. Il ministero degli esteri Lars Løkke Rasmussen ha mandato le sue condoglianze e ha espresso solidarietà con la Svezia e il Belgio e ha detto: "Di fronte al terrorismo e alla violenza, resteremo uniti".
Il presidente francese Emmanuel Macron, mentre stava visitando l'Albania, ha detto che l'Europa è messa a soqquadro.
Ursula von der Leyen, presidente della Commissione europea, ha mandato le sue condoglianze alle famiglie e agli amici delle vittime dell'attentato. Ha promesso di agire contro l'incitamento all'odio online e di rafforzare il potere degli Stati membri di deportare persone considerate una minaccia per la sicurezza nazionale.

## Conseguenze
Due giorni dopo l'attentato, i primi ministri svedesi e belgi hanno partecipato ad una breve cerimonia per le vittime. Il 19 ottobre, la UEFA ha annunciato che il risultato per Belgio-Svezia rimarrà 1-1. Ha anche confermato che non sarà rigiocata la partita.
Il 20 ottobre il governo belga ha classificato l'attentato come un atto di terrorismo. Dopo, il ministero della giustizia belga Vincent Van Quickenborne si è dimesso dopo che un'estradizione dalla Tunisia per l'attentatore nell'agosto 2022 non è stata seguita dai magistrati belgi.
Il 24 ottobre due uomini che vivono a Parigi sono stati accusati di crimini terroristici in connessione con l'attentato. Due giorni dopo, un uomo a Bruxelles accusato di aver aiutato Lassoued ad ottenere la sua arma era accusato di omicidio legato al terrorismo, tentato omicidio e coinvolgimento in un'organizzazione terroristica. Il 27 ottobre, un uomo è stato arrestato a Malaga, in Spagna, con l'accusa di coinvolgimento in "attività collegate al crimine organizzato" insieme a Lassoued.